# Silla unificato
Silla unificato (668 - 935) è il nome applicato al regno di Silla, uno dei tre regni di Corea, quando conquistò Baekje nel 660 e Goguryeo nel 668. Nel 660, conquistando Baekje unificò la parte meridionale della penisola coreana, concludendo la campagna nel 668 con la conquista di Goguryeo. L'ultimo re, che governò solo nominalmente sul suo regno, si sottomise all'emergente potenza del regno di Goryeo nel 935, portando così a termine la sua dinastia.

## Origine del nome
Il nome "Silla unificato" è un termine risalente a dopo la divisione della Corea nel 1945, e per certi versi riflette il periodo storico e le visioni politiche nel quale venne coniato. A causa di ciò diversi storici suggeriscono di definire questo periodo con una nuova denominazione, ovvero periodo degli stati nord e sud (南北國時代), termine che meglio rifletterebbe il fatto che Silla non unificò tutti i Tre Regni della Corea. Gran parte del territorio appartenente al precedente regno di Goguryeo, infatti, rimasero fuori del controllo del regno di Silla e divennero parte integrante della nuova realtà politica di Balhae.

## Unificazione
Nel 660, Re Munmu il Grande ordinò alle proprie armate di attaccare Baekje. Il generale Kim Yu-shin, aiutato dalle forze Tang,sconfisse il generale Gyebaek e conquistò Baekje. Nel 661, mosse contro Goguryeo ma venne respinto. Re Munmu fu il primo signore della penisola coreana meridionale come unica entità politica dopo la caduta di Gojoseon. Per questo, dopo il 668 il Regno di Silla è chiamato Silla unificato, che durò per 267 anni finché, sotto Re Gyeongsun, esso cadde in mano a Goryeo nel 935.

## Cultura
La capitale del regno, Kyŏngju, situata nella parte sud-occidentale della penisola coreana, rivaleggiava per sontuosità e splendore con la città cinese di Chang'an, ovvero l'odierna città cinese di Xi'an, nella provincia di Shaanxi. Molti tesori architettonici ed artistici della cultura coreana risalgono a questo periodo, come il Tempio di Bulguksa e il Tempio sotterraneo di Seokguram, considerati entrambi Patrimonio dell'umanità.
L'arte di questo periodo si sviluppò soprattutto nella metallurgia, raggiungendo livelli sia nella tecnica che nella realizzazione davvero elevati, e specializzandosi nella creazione di campane sacre destinate ai templi buddhisti.

### Buddhismo

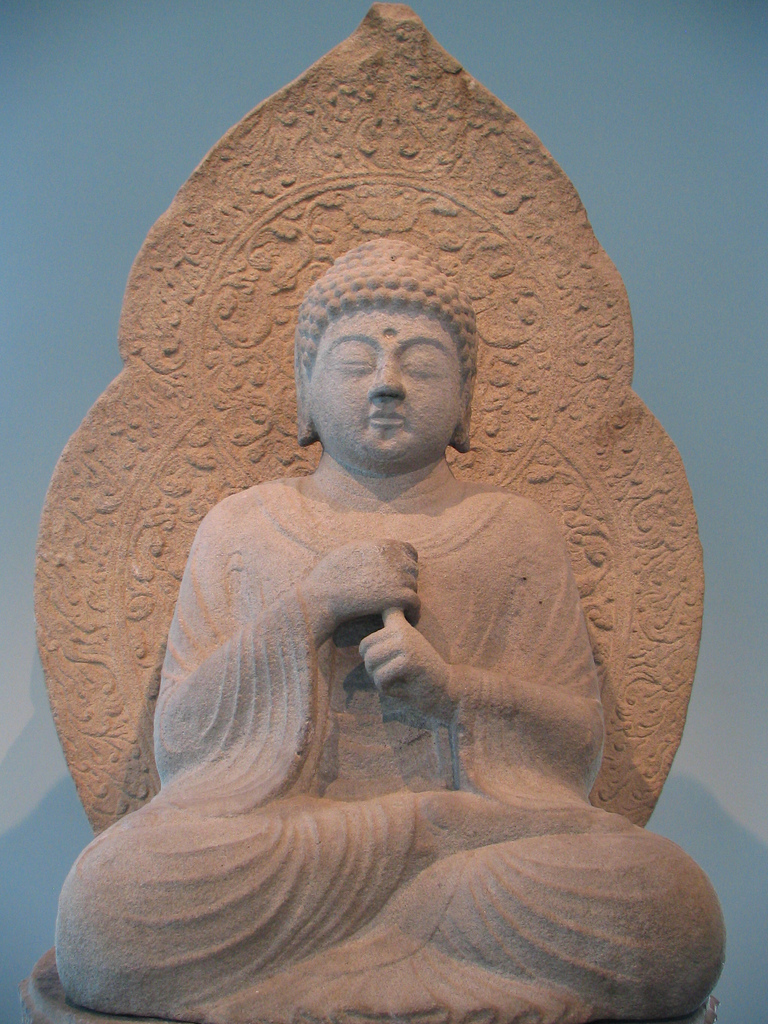
Immagine di Vairocana Buddha

Silla unificato e la dinastia Tang mantennero solidi legami. Ne è prova di ciò l'influenza continua che ebbe la cultura cinese sulla cultura locale. Diversi monaci coreani si recarono in Cina per imparare i riti e le dottrine del Buddhismo.  Il monaco Hyech'o andò fino in India per apprendere il Buddhismo e ne lasciò un resoconto. .
Durante l'VIII e il IX secolo vennero importati diversi beni di lusso, libri ed opere d'arte, in gran parte con temi religiosi buddhisti, tutti provenienti dalla Cina.

### Confucianesimo
Nel 682 venne costruito il primo collegio nazionale confuciano e nel 750 esso venne ribattezzato Università Nazionale Confuciana , questa istituzione però era riservata esclusivamente all'aristocrazia e alle classi d'elite.

### Stampa con matrici in legno
Per diffondere la religione buddhista e quella confuciana e le opere ad esse connesse, venne utilizzata la stampa con matrici in legno. Durante il restauro di un antico sutra buddhista dal titolo La Pagoda senza Ombre venne scoperto un più antico sutra buddhista risalente al 751 a.C. che rappresenta il più antico documento a stampa del mondo.  .